# Cistanthe lingulata
Cistanthe lingulata är en källörtsväxtart som först beskrevs av Ruíz Lopez, Pavón, och fick sitt nu gällande namn av M.A. Hershkovitz. Cistanthe lingulata ingår i släktet Cistanthe och familjen källörtsväxter. Inga underarter finns listade i Catalogue of Life.